# Сельма (фільм)
«Се́льма» (англ. Selma) — британсько-американська історична драма режисерки Ави Дюверно, що вийшла 2014 року. У головних ролях Девід Оєлово, Том Вілкінсон, Тім Рот. Стрічку створено на основі подій, що відбулись 1965 року у США, на марші за право голосу від Сельми до Монтґомері.
Вперше фільм продемонстрували 11 листопада 2014 року у США на кінофестивалі AFI.

## Сюжет
Стрічка розповідає про Мартіна Лютера Кінга і про Рух за громадянські права афроамериканців у США, марш у Сельмі, що відбувся 1965 року.

## Творці фільму

### Знімальна група
Кінорежисер — Ава Дюверно, сценаристом був Пол Вебб, кінопродюсерами — Крістіан Колсон, Деде Ґарднер, Джеремі Клейнер і Опра Вінфрі, виконавчі продюсери — Нік Бауер, Ава Даверно, Пол Ґарнс, Кемерон Мак-Кракен, Дармуі МакКоен, Нен Моралес і Бред Пітт. Композитор: Джейсон Моран, кінооператор — Бредфорд Янґ, кіномонтаж: Спенсер Аверік. Підбір акторів — Аїша Колі, художник по костюмах — Рут Е. Картер.

### У ролях
| Актор           | Персонаж                                             | Роль                                                                         |
| --------------- | ---------------------------------------------------- | ---------------------------------------------------------------------------- |
| Девід Оєлово    | Мартін Лютер Кінг англ. Martin Luther King, Jr.      | американський громадський діяч                                               |
| Кармен Іджого   | Коретта Скотт Кінг англ. Coretta Scott King          | дружина Мартіна Лютера                                                       |
| Опра Вінфрі     | Енні Лі Купер англ. Annie Lee Cooper                 | одна з лідерів руху за громадянські права афроамериканців у США у Сельмі     |
| Том Вілкінсон   | Ліндон Джонсон англ. Lyndon B. Johnson               | 36-ий американський президент                                                |
| Джованні Рібізі | Лі К. Уайт англ. Lee C. White                        | радник президента Ліндона Джонсона                                           |
| Андре Голланд   | Ендрю Янг англ. Andrew Young                         | американський громадський діяч                                               |
| Колман Домінго  | Ральф Абернаті англ. Ralph Abernathy                 | лідер руху за громадянські права афроамериканців у США                       |
| Тесса Томпсон   | Діана Неш англ. Diane Nash                           | лідерка студентського крила руху за громадянські права афроамериканців у США |
| Common          | Джеймс Бівел англ. James Bevel                       | активіст руху за громадянські права афроамериканців у США                    |
| Лоррейн Туссен  | Амелія Бойтон Робінсон англ. Amelia Boynton Robinson | лідерка руху за громадянські права афроамериканців у США у Сельмі            |
| Ділан Бейкер    | Джон Едгар Гувер англ. Amelia Boynton Robinson       | директор Федерального бюро розслідувань                                      |
| Стефан Джеймс   | Джон Левіс англ. John Lewis                          | активіст                                                                     |
| Лейкіт Стенфілд | Джиммі Лі Джексон англ. Jimmie Lee Jackson           | активіст                                                                     |
| Тім Рот         | Джордж Воллес англ. George Wallace                   | 45-ий губернатор Алабами                                                     |
| Стівен Рут      | Ел Лінго англ. Al Lingo                              | голова Дорожнього патрулю Алабами                                            |
| Найджел Тетч    | Малколм Ікс англ. Malcolm X                          | політичний активіст, ідеолог руху «Нація Ісламу»                             |
| Джеремі Стронг  | Джеймс Ріб англ. James Reeb                          | адепт релігійної групи «Унітарний універсалізм»                              |
| Куба Гудінг     | Фред Ґрей англ. Fred Gray                            | адвокат                                                                      |
| Мартін Шин      | Френк Мініс Джонсон англ. Frank Minis Johnson        | окружний суддя штату Алабама (в титрах не зазначений)                        |

## Сприйняття

### Критика
Фільм отримав позитивні відгуки: Rotten Tomatoes дав оцінку 100% на основі 23 відгуків від критиків (середня оцінка 9/10). Загалом на сайті фільми має позитивний рейтинг, фільму зарахований «стиглий помідор» від кінокритиків, Internet Movie Database — 6,2/10 (548 голосів), Metacritic — 92/100 (11 відгуків критиків). Загалом на цьому ресурсі від критиків фільм отримав позитивні відгуки.

### Нагороди й номінації[8]
| Рік  | Нагорода                | Категорія                            | Номінант                                                    | Результат |
| ---- | ----------------------- | ------------------------------------ | ----------------------------------------------------------- | --------- |
| 2015 | Премія «Золотий глобус» | Найкращий фільм — драма              | стрічка                                                     | Номінація |
| 2015 | Премія «Золотий глобус» | Найкраща чоловіча режисерська робота | Ава Даверно                                                 | Номінація |
| 2015 | Премія «Золотий глобус» | Найкраща чоловіча роль — драма       | Девід Оєлово                                                | Номінація |
| 2015 | Премія «Золотий глобус» | Найкраща музика до фільму            | Джон Ледженд, Common                                        | Номінація |
| 2015 | Премія «Оскар»          | Найкращий фільм                      | Опра Вінфрі, Деде Гарднер, Джеремі Клейнер, Крістіан Колсон | Номінація |
| 2015 | Премія «Оскар»          | Найкраща пісня до фільму             | «Glory» — музика та слова: Джон Ледженд, Лонні Лін          | Перемога  |

### Виноски
1. 1 2  Selma: Release Info (англ.). Internet Movie Database. Процитовано 21 грудня 2014.
2. ↑  Dargis, Manohla. Making History. With ‘Selma,’ Ava DuVernay Seeks a Different Equality (англ.). The New York Times. Процитовано 21 грудня 2014.
3. 1 2  Selma (англ.). Internet Movie Database. Процитовано 21 грудня 2014.
4. ↑  Selma (англ.). Allmovie. Процитовано 21 грудня 2014.
5. ↑  Selma: Full Cast & Crew (англ.). Internet Movie Database. Процитовано 21 грудня 2014.
6. ↑  Selma (англ.). Rotten Tomatoes. Процитовано 21 грудня 2014.
7. ↑  Selma (англ.). Metacritic. Процитовано 21 грудня 2014.
8. ↑  Selma: Awards (англ.). Internet Movie Database. Процитовано 21 грудня 2014.